# Walnut Grove (Kalifornien)
|  | Dieser Artikel wurde aufgrund von inhaltlichen Mängeln auf der Qualitätssicherungsseite des Projektes USA eingetragen. Hilf mit, die Qualität dieses Artikels auf ein akzeptables Niveau zu bringen, und beteilige dich an der Diskussion! Eine nähere Beschreibung der zu behebenden Mängel fehlt. |

Walnut Grove ist ein census-designated place (CDP) im Sacramento County im US-Bundesstaat Kalifornien mit einer Fläche von 8,9 km² und einer Einwohnerzahl, die von 669 im Jahre 2000 auf 1452 (Stand 2020) gewachsen ist.

## Bauwerke
In Walnut Grove befindet sich eines der höchsten Bauwerke der Erde, der KXTV/KVOR-Sendemast. Zwei weitere Bauwerke vergleichbarer Höhe sind der Hearst-Argyle-Sendemast und der Channel 40 Tower.